# Dunst Ferenc
Dunst Ferenc (magyarosítva: Dunszt Ferenc) (Pest, 1815. január 10. – Veszprém, 1883. február 10.) magyar tímár, bőrkereskedő, Veszprém város egykori polgármestere.

## Élete
Dunst Ferenc Pesten született, ahol középiskolai tanulmányait végezte, majd tímármesterséget tanult. Katonai szolgálata után tímársegédként beutazta Németországot, majd hazatérve a pesti Stofenberger cég bőrgyárának és bőrkereskedésének vezetője lett. 1843-ban Veszprémbe költözött, miután feleségül vette Hermann János bőrkereskedő lányát, és átvette apósa üzletét.
Az 1848–49-es forradalom és szabadságharc idején a város kapitányaként tevékenykedett. 1854-től első tanácsos, 1861-ben városbíró lett. 1862-ben választották először polgármesterré, majd 1865-ben lemondott. 1869-ben, amikor Veszprém visszanyerte a rendezett tanácsú város rangját, ismét polgármesterré választották, és haláláig betöltötte ezt a tisztséget. 1872-ben a város országgyűlési képviselőjévé is megválasztották.

## Polgármesteri tevékenysége
Polgármestersége alatt Veszprém jelentős fejlődésen ment keresztül. A városi tanács munkáját különböző szakbizottságok segítették, mint például a pénzügyi, jogi, építészeti és szépészeti, valamint az egészségügyi bizottságok. Vezetésével a város infrastrukturális és kulturális téren is gyarapodott.

## Halála és emlékezete
1883. február 10-én hunyt el Veszprémben. Eredetileg az Alsóvárosi temetőben helyezték örök nyugalomra, majd 1982-ben sírját áthelyezték a Vámosi úti temetőbe. Emlékét Veszprém városában ma is tisztelettel őrzik, mint a 19. századi fejlődés egyik meghatározó alakját.